# ヤコブ・イェンセン

ヤコブ・イェンセン

ヤコブ・イェンセン（Jacob Jensen, 1926年4月29日 - 2015年5月15日）は、デンマークを代表する世界的なプロダクトデザイナー。
数多くのオーディオ・ラジオ・テレビといったインダストリアルデザインをはじめ、建築・自動車・家具・食器・アクセサリー・腕時計・携帯電話・キッチン用品・眼鏡・煙感知器等、多様な分野のデザインを手がけることで知られる。（その総数は500点を超える）
シンプルでモダン、モノトーンで統一された色使いは、ヤコブ・イェンセンの独特な洗練されたラインで構成され、その作品は誰が見ても一目で彼の作品と分かる程に世界的な認知を受けており、世界で最も有名なインダストリアルデザイナーの一人とされている。
彼がデザインしたプロダクトは世界各国で100以上のデザインアワードを受賞し、ニューヨーク近代美術館(MoMA)のコレクションには彼のデザインが19点も納められており「永久展示」とされている他、高級オーディオ機器メーカー「バング&オルフセン」のチーフデザイナー時代に生み出した18点の製品がMoMAのパーマネントコレクションに選ばれている。また、ドイツの家電メーカー「Gaggenau」のチーフデザイナーも務める。
現在彼の意思は、息子のティモシー・ヤコブ・イェンセン（現「ヤコブ・イェンセン・デザイン」CEO兼チーフデザイナー）に継承され、共にヤコブ・イェンセン ワールドとして現在も世界へ配信し続けている。

## 略歴
- 1926年 - デンマークの首都コペンハーゲン、ヴェスターブロに室内装飾業者の息子として生まれる。
- 1948年 - デンマーク王立美術アカデミーの「家具デザイン科」に入学。そこでK・クリントにデザイン方法を、ハンス・ウェーグナーに機能主義を学ぶ。
- 1952年 - 専攻を「工業デザイン」に変更し、学校に残る。
- 1952～58年 - デンマークにある、従業員8名の工業デザインスタジオに勤める。（1954年にはチームリーダーに就任）
- 1958年 - 自らの名を冠したデザインブランド「ヤコブ・イェンセン」を立ち上げる。
- 1959～1961年 - シカゴのイリノイ大学にて助教授として「工業デザイン」を教える。
- 1960～70年代 - オーディオメーカーのBang&Olfsen（バング&オルフセン）チーフデザイナーを務め、国際的に高い評価を得る。

## 展覧会
- 1978年 - 「ヤコブ・イェンセンのサウンド・デザイン」ニューヨーク近代美術館
- 1999年 - 「MoMA: Highlights」モダン・アート美術館（ニューヨーク）

## 受賞歴
- IFデザイン賞: 1967年、1968年、1969年、1970年、1971年、1972年、1990年、1991年、1996年、1997年、2000年
- レッド・ドット・デザイン賞 プロダクトデザイン2002：「短時間タイマー」（タイマー）
- レッド・ドット・デザイン賞 プロダクトデザイン2006：「クロノグラフ600」（時計）
- 他多数